# Eleição municipal de Caruaru em 2016
A eleição municipal da cidade brasileira de Caruaru em 2016, localizada no Agreste de Pernambuco, ocorreu em 2 de outubro para eleger um prefeito, um vice-prefeito e vinte e três vereadores para a administração municipal. O prefeito incumbente, Zé Queiroz, do PDT, reeleito em 2012, terminou seu mandato em 2016, por isso não concorreu à reeleição. A eleição contou com primeiro e segundo turno.
No primeiro turno, a disputa eleitoral para prefeito contou com a participação de sete candidatos. Destes sete, dois obtiveram a maior porcentagem de votos: o candidato Tony Gel, do PMDB, que obteve 37,10% (o equivalente a 63.697 votos) do voto popular, contra a candidata Raquel Lyra, do PSDB, que obteve 26,08% (cerca de 44.776 votos). O resultado levou os dois candidatos para disputa ao segundo turno, que ocorreu no dia 30 de outubro de 2016, e que terminou com vitória da candidata do PSDB - ela obteve 53,15% (93.803 votos), contra 46,85% (82.679 votos) do peemedebista.

## Legislação eleitoral
As convenções partidárias para a escolha dos candidatos ocorreram entre 20 de julho e 5 de agosto. A propaganda eleitoral gratuita começou a ser exibida em 26 de agosto de 2016 e terminou em 29 de setembro do mesmo ano.
Segundo a lei eleitoral em vigor, o sistema de dois turnos - caso o candidato mais votado recebesse menos de 50% +1 dos votos - está disponível apenas em cidades com mais de 200 mil eleitores. Nas cidades onde houver segundo turno, a propaganda eleitoral gratuita voltará a ser exibida em 15 de outubro e terminará em 28 de outubro.

## Antecedentes
Na eleição municipal de 2012, José Queiroz de Lima, do PDT derrotou a candidata Miriam Lacerda, do DEM com 57,73% dos votos (equivalente a 95.668 habitantes). no primeiro turno.
José nasceu em Carauaru, no dia 30 de dezembro de 1941, ocupou o cargo-chefe do governo como prefeito durante 4 mandatos nos anos de 1983 a 1988, 1993 a 1996 e de 2009 a 2016. Filiou-se ao Partido Democrático Trabalhista (PDT)

## Eleitorado
Na eleição de 2016, estiveram aptos a votar 209.526 caruaruenses, número que correspondia a aproximadamente 59,57%  (351.686 habitantes) da população local. Vale ressaltar que deste eleitorado, 55%  foi formado pelo público feminino (valor que corresponde à 116.112 mulheres), segundo uma pesquisa realizada pelo Tribunal Superior Eleitoral.

## Candidatos
Foram sete candidatos à prefeitura em 2016: Tony Gel do PMDB, Professor Jefferson Abraão do PCB, Delegado Lessa do PR, Rivaldo Soares do PHS, Jorge Gomes do PSB, Raquel Lyra do PSDB e Eduardo Guerra do PSOL.
| Candidatos                       | Candidatos à vice       | Número eleitoral | Coligação                                                                               | Tempo de horário eleitoral |
| -------------------------------- | ----------------------- | ---------------- | --------------------------------------------------------------------------------------- | -------------------------- |
| Tony Gel (PMDB)                  | Raffiê Dellon (PV)      | 15               | "A Força do Povo" (PMDB, PV, PSD, PMB, PPS, SD, PSDC)                                   |                            |
| Professor Jefferson Abraão (PCB) | Severino Soares (PCB)   | 21               | PCB (sem coligação)                                                                     |                            |
| Delegado Lessa (PR)              | Marília Mota (PR)       | 22               | "A Caruaru do Futuro Começa Agora" (PR, PSC)                                            |                            |
| Rivaldo Soares (PHS)             | Cida Assunção (PHS)     | 31               | PHS (sem coligação)                                                                     |                            |
| Jorge Gomes (PSB)                | Louise Caroline (PT)    | 40               | "Caruaru Cada Vez Melhor" (PSB, PT, PP, PDT, PTC, PRP, PCdoB)                           |                            |
| Raquel Lyra (PSDB)               | Rodrigo Pinheiro (PSDB) | 45               | "Juntos por Caruaru" (PSDB, PRB, PSL, PTN, DEM, PRTB, PMN, PEN, PTdoB, PROS, PTB, REDE) |                            |
| Eduardo Guerra (PSOL)            | Michelle Santos (PSOL)  | 50               | PSOL (sem coligação)                                                                    |                            |

## Pesquisas

### 1° turno
| Data       | Instituto | Tony Gel (PMDB) | Raquel Lyra (PSDB) | Delegado Lessa (PR) | Jorge Gomes (PSB) | Rivaldo Soares (PHS) | Eduardo Guerra (PSOL) | Jefferson Abraão (PCB) | Brancos e nulos | Indecisos |
| ---------- | --------- | --------------- | ------------------ | ------------------- | ----------------- | -------------------- | --------------------- | ---------------------- | --------------- | --------- |
| 01/02/2016 | Opinião   | 25,5%           | 22,5%              | —                   | 6%                | 3.8%                 | —                     | —                      | 22,3%           | 14,8%     |
| 16/07/2016 | Opinião   | 30,7%           | 17,3%              | 13,8%               | 7,6%              | 3,3%                 | 0,2%                  | —                      | 14,7%           | 12,2%     |
| 26/08/2016 | Ipespe    | 38%             | 14%                | 17%                 | 6%                | 2%                   | 0%                    | —                      | 13%             | 9%        |
| 11/09/2016 | Opinião   | 26%             | 14,2%              | 18,8%               | 7,4%              | 1,2%                 | 0,6%                  | 0,2%                   | 13,2%           | 18,4%     |
| 22/09/2016 | Ideia     | 34,2%           | 24,8%              | 10,4%               | 4,4%              | 1%                   | —                     | 0,1%                   | 17,6%           | 7,2%      |
| 23/09/2016 | Ipespe    | 39%             | 20%                | 20%                 | 7%                | 1%                   | 0%                    | 0%                     | 7%              | 7%        |
| 25/09/2016 | Opinião   | 35,6%           | 19,2%              | 21,2%               | 7,4%              | 0,6%                 | 0,6%                  | —                      | 11,2%           | 4,2%      |

### 2º turno
| Data       | Instituto        | Tony Gel (PMDB) | Raquel Lyra (PSDB) | Brancos e nulos | Indecisos |
| ---------- | ---------------- | --------------- | ------------------ | --------------- | --------- |
| 08/10/2016 | Datamétrica      | 46,2%           | 39,5%              | 4,3%            | 10%       |
| 18/10/216  | Datamétrica      | 42,4%           | 40,8%              | 6,2%            | 10,5%     |
| 20/10/2016 | 6 Sigma          | 39,9%           | 39,6%              | 11,2%           | 8,5%      |
| 20/10/2016 | Ideia            | 43%             | 47%                | 6%              | 4%        |
| 20/10/2016 | Opinião          | 43,2%           | 42,6%              | 8,4%            | 5,8%      |
| 24/10/2016 | Gerp             | 43%             | 45%                | 7%              | 5%        |
| 25/10/2016 | Ipespe           | 48%             | 40%                | 6%              | 6%        |
| 27/10/2016 | 6 Sigma          | 42,2%           | 40,7%              | 6,6%            | 10,5%     |
| 29/10/2016 | Paraná Pesquisas | 46,6%           | 42%                | 6,3%            | 5,1%      |

## Debates televisionados
| Data       | Organizador(es) | Raquel Lyra (PSDB) | Delegado Lessa (PR) | Jorge Gomes (PSB) | Tony Gel (PMDB) |
| ---------- | --------------- | ------------------ | ------------------- | ----------------- | --------------- |
| 28/09/2016 | TV Jornal       | Presente           | Presente            | Presente          | Presente        |
| 29/09/2016 | TV Asa Branca   | Presente           | Presente            | Presente          | Presente        |

## Resultados

### Prefeito

#### Primeiro Turno[15]
| Candidato(a)                     | Vice                    | 1º Turno 2 de outubro de 2016 | 1º Turno 2 de outubro de 2016 |
| Candidato(a)                     | Vice                    | Votação                       | Votação                       |
| Porcentagem                      | Total                   | Porcentagem                   | Total                         |
| -------------------------------- | ----------------------- | ----------------------------- | ----------------------------- |
| Tony Gel (PMDB)                  | Raffiê Dellon (PV)      | 37,10%                        | 63.697                        |
| Raquel Lyra (PSDB)               | Rodrigo Pinheiro (PSDB) | 26,08%                        | 44.776                        |
| Delegado Lessa (PR)              | Marília Mota (PR)       | 23,94%                        | 41.102                        |
| Jorge Gomes (PSB)                | Louise Caroline (PT)    | 11,62%                        | 19.949                        |
| Rivaldo Soares (PHS)             | Cida Assunção (PHS)     | 0,60%                         | 1.038                         |
| Eduardo Guerra (PSOL)            | Michelle Santos (PSOL)  | 0,45%                         | 779                           |
| Professor Jefferson Abraão (PCB) | Severino Soares (PCB)   | 0,20%                         | 349                           |
| Votos em branco                  | Votos em branco         |                               | 4.812                         |
| Votos nulos                      | Votos nulos             |                               | 10.655                        |
| Total                            | Total                   |                               | 187.157                       |
| Abstenções                       | Abstenções              |                               | 22.740                        |
| Votos apurados                   | Votos apurados          | 100,00 %                      | 209.897                       |
| Total de eleitores               | Total de eleitores      |                               | 209.897                       |

### Prefeito

#### Segundo Turno
| Candidato(a)       | Vice                    | 2º Turno 30 de outubro de 2016 | 2º Turno 30 de outubro de 2016 |
| Candidato(a)       | Vice                    | Votação                        | Votação                        |
| Porcentagem        | Total                   | Porcentagem                    | Total                          |
| ------------------ | ----------------------- | ------------------------------ | ------------------------------ |
| Raquel Lyra (PSDB) | Rodrigo Pinheiro (PSDB) | 53,15%                         | 93.803                         |
| Tony Gel (PMDB)    | Raffiê Dellon (PV)      | 46,85%                         | 82.679                         |
| Votos em branco    | Votos em branco         |                                | 2.891                          |
| Votos nulos        | Votos nulos             |                                | 7.451                          |
| Total              | Total                   |                                | 186.824                        |
| Abstenções         | Abstenções              |                                | 23.073                         |
| Votos apurados     | Votos apurados          | 100,00 %                       | 209.897                        |
| Total de eleitores | Total de eleitores      |                                | 209.897                        |

## Câmara Municipal
Foram eleitos vinte e três vereadores para a legislatura 2017-2020. As vagas foram distribuídas em cinco candidatos eleitos do PDT; três candidatos eleitos do PRP; três candidatos eleitos do PSD; três candidatos eleitos do PRTB; dois candidatos eleitos do PTdoB; e um candidato de cada dos partidos: PT, PSB, PMDB, PCdoB, PPS, PEN e PV.
| Vereadores eleitos em Caruaru em 2016 | Vereadores eleitos em Caruaru em 2016 | Vereadores eleitos em Caruaru em 2016 | Vereadores eleitos em Caruaru em 2016 | Vereadores eleitos em Caruaru em 2016 |
| ------------------------------------- | ------------------------------------- | ------------------------------------- | ------------------------------------- | ------------------------------------- |
| Candidato                             | Partido                               | Votos                                 | Porcentagem                           |                                       |
| Edmilson do Salgado                   | PCdoB                                 | 4.809                                 | 2,90%                                 |                                       |
| Leonardo Chaves                       | PDT                                   | 4.097                                 | 2,47%                                 |                                       |
| Lula Torrês                           | PDT                                   | 3.367                                 | 2,03%                                 |                                       |
| Bruno Lambreta                        | PDT                                   | 3.258                                 | 1,96%                                 |                                       |
| Marcelo Gomes                         | PSB                                   | 3.129                                 | 1,88%                                 |                                       |
| Ranilson Enfermeiro                   | PDT                                   | 3.024                                 | 1,82%                                 |                                       |
| Ricardo Liberato                      | PDT                                   | 2.979                                 | 1,79%                                 |                                       |
| Tafarel                               | PRP                                   | 2.655                                 | 1,60%                                 |                                       |
| PB Andrey Gouveia                     | PRP                                   | 2.613                                 | 1,57%                                 |                                       |
| Daniel Finizola                       | PT                                    | 2.017                                 | 1,22%                                 |                                       |
| Alberes Lopes                         | PRP                                   | 1.721                                 | 1,04%                                 |                                       |
| Galego de Lajes                       | PSD                                   | 2.276                                 | 1,37                                  |                                       |
| Italo Henrique                        | PSD                                   | 1.782                                 | 1,07%                                 |                                       |
| Pierson Leite                         | PSD                                   | 1.587                                 | 0,95%                                 |                                       |
| Edjailson do Caru Forró               | PRTB                                  | 2.478                                 | 1,49%                                 |                                       |
| Duda do Vassoural                     | PRTB                                  | 1.979                                 | 1,19%                                 |                                       |
| Rozael do Divinópolis                 | PRTB                                  | 1.585                                 | 0,95%                                 |                                       |
| Fagner Fernandes                      | PTdoB                                 | 1.922                                 | 1,16%                                 |                                       |
| Sérgio Siqueira                       | PTdoB                                 | 1.725                                 | 1,04%                                 |                                       |
| Allysson da Farmácia                  | PPS                                   | 959                                   | 0,58%                                 |                                       |
| Cecílio                               | PMDB                                  | 1.859                                 | 1,12%                                 |                                       |
| Heleno Oscar                          | PEN                                   | 1.354                                 | 0,82%                                 |                                       |
| Zezé Parteira                         | PV                                    | 945                                   | 0,57%                                 |                                       |